# ويليام هنري براون
ويليام هنري براون هو طيار مقاتل كندي، ولد في 12 مارس 1894 في فيكتوريا في كندا، وتوفي في 28 فبراير 1969 في ستيلاكوم في الولايات المتحدة.